# The The
The The é uma banda inglesa de pós-punk. Eles estão ativos em várias formas desde 1979, com o cantor e compositor Matt Johnson como o único membro constante da banda. Os The The não lançam álbuns com muita regularidade, mas ao longo dos anos, já venderam vários milhões de discos mundo afora. 
Dada a época em que surgiu, o The The foi classificado no artigo em inglês como new wave, mas quanto a estilos, deambulou muito: de músicas psicodélicas no "Burning Blue Soul" e synth-pop no "Soul Mining", a músicas inclassificáveis nesse e noutros discos. Talvez por isso o Matt Johnson e os The The não são habitualmente referidos como elementos importantes da história de qualquer movimento musical.  
Os sucessos de venda não foram tão estrondosos para que os tornassem incontornáveis na história da indústria discográfica, mas a inteligente abordagem de Matt Johnson à composição, o seu trabalho - resultado genuíno da sua observação perspicaz de si próprio e do mundo, e não algo plástico para se moldar à moda do momento,- a profundidade e intensidade da sua obra e o enorme talento que ele e outros membros do grupo demonstraram, fazem de The The uma referência essencial do final século XX e início do século XXI. .

## História
Johnson criou a primeira versão da banda em 1979, com o tecladista Keith Laws. O grupo, depois de tocar na abertura de um concerto dos Scritti Politti, lançou o primeiro single "Controversial Subject", editado pela 4AD em 1980. Um ano depois contribuíu com uma música para a compilação "Some Bizarre Album da editora Some Bizarre Records .
Em 1981 Johnson lançou o disco  "Burning Blue Soul" que, apesar de ser tecnicamente um disco a solo do Matt Johnson (e foi lançado em seu nome), é frequentemente considerado o primeiro álbum de The The. No disco participaram Matt  Johnson e vários músicos underground britânicos, incluindo membros dos Wire. 
Em 1982 The The tinha-se tornado um projecto a solo de Matt Johnson, variando os outros músicos. Nesse ano foi gravado o álbum The Pornography of Despair mas não lançado.
Em 1983 a banda lançou o álbum Soul Mining incluindo o single "This Is the Day", gravado com o Zeke Manyika da Orange Juice's , o pianista Jools Holland e a lenda de culto Thomas Leer.
O álbum seguinte da banda, Infected, foi em parte um resultado da análise do estado da vida urbana moderna na Grã-Bretanha. O álbum foi lançado em 1986, com Johnson e músicos como Neneh Cherry, Art of Noise's Anne Dudley, Steve Hogarth (vocalista dos Marillion desde 1989) e Roli Mosimann dos Swans', entre outros. Foi acompanhado de um VideoCD com telediscos de todas as músicas e deu origem ao primeiro single de sucesso na Grã-Bretanha: "Heartland".
The The tinha novamente elementos estáveis quando foi lançado o seguinte álbum, Mind Bomb, em 1989, com o Matt Johnson, a cantora irlandesa Sinéad O'Connor, o guitarrista ex-Smiths Johnny Marr, o baixista James Eller e o baterista ex-ABC Dave Palmer. Dele foi extraido um single de sucesso moderado na  Grã-Bretanha: "The Beat(en Generation".
Os mesmos elementos criaram o seguinte álbum Dusk, lançado em 1993, que originou 3 singles de sucesso: "Love Is Stronger Than Death", "Slow Emotion Replay", e "Dogs of Lust".
Com uma nova formação, em 1995, foi lançado o álbum Hanky Panky, que foi um disco de interpretações de originais do músico coutry Hank Williams, tendo umas música mais do que outras sido transformadas em rock; dele resultou mais um single de sucesso: "I Saw the Light". A banda era então constituída por Matt Johnson, guitarrista Eric Schermerhorn, keyboardista D.C. Collard, harmonica por Jim Fitting e o baterista Brian MacLeod.
Já depois do Collard abandonar a banda saiu o álbum NakedSelf em 2000.

## Membros

### Membros actuais
- Matt Johnson - vocalista, baixo, guitarra
- Eric Schermerhorn - guitarras
- Earl Harvin - baterista

### Membros do passado
- Johnny Marr - guitarra (1988–1994) (ver The Smiths)
- J. G. Thirlwell - Cassetes, samples, percussão (1979–2006) (ver Foetus)
- Jools Holland - Piano (1982)
- Steve Hogarth - Piano (1986)
- Thomas Leer - teclados (1979–1983)
- Sinéad O'Connor - vocalista (1988–1989)
- Neneh Cherry - vocalista (1985–1986)
- Anna Domino - vocalista (1985–1986)
- James Eller - baixo (1988–1994)
- Gail Ann Dorsey - baixo (1994–1996)
- Dave Palmer - baterista (1988–1994) (ver ABC)
- Keith Laws - teclados
- D.C. Collard - teclados (1991–1997)

## Discografia
- Spirits (1979) (Unreleased)
- Burning Blue Soul (1981)
- Soul Mining (1983)
- Infected (1986)
- Mind Bomb (1989)
- Dusk (1992)
- Solitude (1993)
- Hanky Panky (1995)
- Gun Sluts (1997) (Unreleased)
- NakedSelf (2000)
- 45 RPM (2002)
- London Town Box Set (2002)

O grupo mudou da editora Sony para a Interscope com o disco NakedSelf.

## Singles
| Ano  | Título                           | Posição na tabela | Posição na tabela | Posição na tabela  | Posição na tabela | Álbum       |
| Ano  | Título                           | US Hot 100        | US Modern Rock    | US Mainstream Rock | UK                | Álbum       |
| 1980 | Controversial Subject            | -                 | -                 | -                  | -                 | -           |
| 1981 | Cold Spell Ahead                 | -                 | -                 | -                  | -                 | -           |
| 1982 | Uncertain Smile                  | -                 | -                 | -                  | #68               | Soul Mining |
| 1983 | Perfect                          | -                 | -                 | -                  | -                 | Soul Mining |
| 1983 | This Is the Day                  | -                 | -                 | -                  | #71               | Soul Mining |
| 1986 | Heartland                        | -                 | -                 | -                  | #29               | Infected    |
| 1986 | Infected                         | -                 | -                 | -                  | #48               | Infected    |
| 1987 | Slow Train To Dawn               | -                 | -                 | -                  | #64               | Infected    |
| 1987 | Sweet Bird Of truth              | -                 | -                 | -                  | #55               | Infected    |
| 1989 | The Beat(en) Generation          | -                 | #13               | -                  | #18               | Mind Bomb   |
| 1989 | Armageddon Days Are Here (Again) | -                 | -                 | -                  | -                 | Mind Bomb   |
| 1989 | Gravitate to Me                  | -                 | #15               | -                  | -                 | Mind Bomb   |
| 1989 | Kingdom of Rain                  | -                 | #16               | -                  | -                 | Mind Bomb   |
| 1990 | Jealous of Youth                 | -                 | #7                | -                  | -                 | Solitude    |
| 1991 | Shades Of Blue EP                | -                 | -                 | -                  | -                 | -           |
| 1993 | Dogs of Lust                     | -                 | -                 | -                  | #25               | Dusk        |
| 1993 | Slow Emotion Replay              | -                 | -                 | -                  | #35               | Dusk        |
| 1993 | Love Is Stronger Than Death      | -                 | -                 | -                  | #39               | Dusk        |
| 1994 | Dis-Infected EP                  | -                 | -                 | -                  | #17               | -           |
| 1995 | I Saw the Light                  | -                 | -                 | -                  | #31               | Hanky Panky |
| 1999 | Shrunken Man                     | -                 | -                 | -                  | -                 | Naked Self  |